# اسکوتر (گروه موسیقی)
اسکوتر (به انگلیسی: Scooter) نام یک گروه موسیقی هارد دنس آلمانیست که در هامبورگ پایه‌گذاری شد. این گروه تاکنون بیش از ۲۵ میلیون نسخه از کارهایش را فروخته است و بیش از ۸۰ جایزهٔ طلا و پلاتینیوم را از آن خود کرده است. این گروه با ۲۳ تک‌آهنگ که در فهرست برترین ۱۰ آهنگ‌ها قرار گرفته‌اند عنوان موفق‌ترین آثار تک‌آهنگ آلمانی را به خود اختصاص داده است.

## تاریخچه
اسکوتر نام یک گروه تکنو آلمانی است که در ابتدا اعضای این گروه متشکل بود از Jens Thele(مدیر)، اچ.پی. بکستر:(خواننده-نام واقعی:Hans-Peter Geerdes-متولد ۱۹۶۶)، Rick j jordan(آهنگساز اول، متخصص صدا و ملودی موزیک، نام واقعی:Hendrik Stedler-متولد ۱۹۶۸) و ferris bueller(آهنگساز دوم، تنظیم کنندهٔ ریتم و بیس موزیک، پسرعمهٔ خواننده-نام واقعی:Sören Bühler -متولد:۱۹۷۱). سه نفر از این افراد عضو ثابت هستند و تنها عضو تغییرپذیر آهنگساز دوم است که در طول زمان جایش را به کس دیگری می‌دهد.
البته پیش از تشکیل اسکوتر، اچ.پی.بکستر و ریک به همراه چند آهنگساز سینتی پاپ دیگر گروه پاپ celebrate the nun را در سال ۱۹۸۶تشکیل داده بودند. پس از آن در سال ۱۹۹۳ آن دو اول با Jens thele و سپس با ferris bueller آشنا می‌شوند و با هم گروه ریمیکسی به نام The loop تشکیل می‌دهند که پس از یافتن استعداد بالای خود در این زمینه (با مطرح شدن به عنوان یکی از گروه‌های خوب ریمیکس در آلمان) تصمیم به ایجاد یک پروژهٔ موزیک معمولی تحت نام اسکوتر در شهر هانوفر می‌کنند و اولین سینگل خود به نام valle de larmes را منتشر می‌کنند که سریعاً در چارت آلمان در رتبهٔ ۸ قرار می‌گیرد. بعد از این موفقیت بود که آنها پروژهٔ کوچک خود را تبدیل به یک گروه مشهور بین‌المللی می‌کنند.

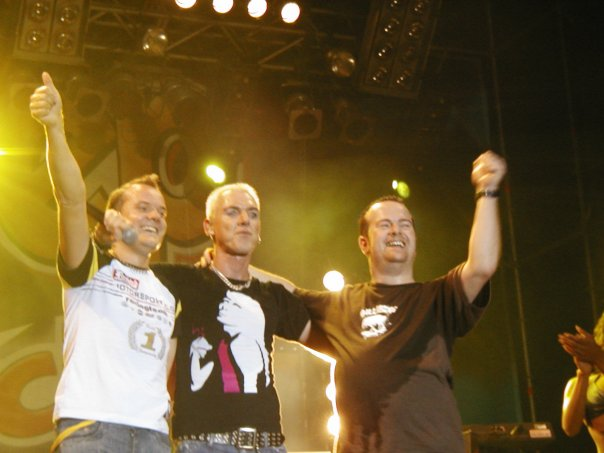
گروه اسکوتر در کنسرت بخش سوم (سال ۲۰۰۴)

نشان گروه اسکوتر

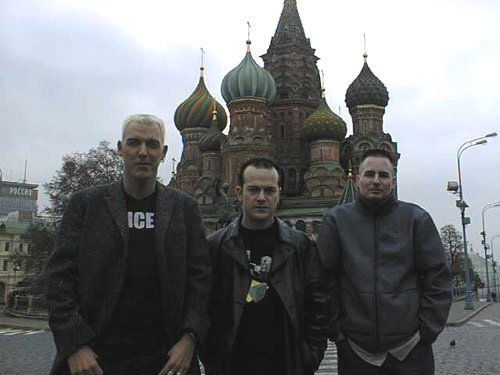
گروه اسکوتر در مسکو در سال ۲۰۰۰ میلادی

## آلبوم‌ها
- !And the Beat Goes On... (... و ضرب ادامه دارد!) (۱۹۹۵)
- Our Happy Hardcore (هاردکور ما مبارک) (۱۹۹۶)
- !Wicked (ماهواره) (۱۹۹۶)
- Age of love (دوره عشق) (۱۹۹۷)
- No Time to Chill (هیچوقت سرد نیست) (۱۹۹۸)
- Back to the Heavyweight Jam (بازگشت به جام سنگین‌وزن) (۱۹۹۹)
- Sheffield (شفیلد) (۲۰۰۰)
- !We Bring the Noise (ما موجب سر و صدا هستیم!) (۲۰۰۱)
- The Stadium Techno Experience (تجربه ورزشگاه تکنو) (۲۰۰۳)
- Mind the Gap (شکاف ذهن) (۲۰۰۴)
- ?Who's Got the Last Laugh Now (چه کسی آخرین بار خندید؟) (۲۰۰۵)
- The Ultimate Aural Orgasm (نهایت لذت جنسی) (۲۰۰۷)
- Jumping All Over the World (پرش در سراسر جهان) (۲۰۰۷)
- Under the Radar Over the Top (بالای رادار) (۲۰۰۹)
- The Big Mash Up (مش بزرگ) (۲۰۱۱)
- Music for a Big Night Out (موسیقی برای یک شب بزرگ) (۲۰۱۲)
- The Fifth Chapter (فصل پنجم) (۲۰۱۴)
- Ace (تک خال) (۲۰۱۶)
- Scooter Forever (اسکوتر برای همیشه) (۲۰۱۷)
- God Save The Rave (خدا راو را نجات دهد) (۲۰۲۱)
- Open Your Mind and Your Trousers (۲۰۲۴)